# آب‌انبار مجموعه ۲۷ واحدی قشم
آب‌انبار مجموعه۲۷واحدی قشم مربوط به اواخر دوره قاجار - دوره پهلوی اول است و در شهرستان قشم، بخش مرکزی واقع شده و این اثر در تاریخ ۲۷ بهمن ۱۳۸۲ با شمارهٔ ثبت ۱۰۹۳۰ به‌عنوان یکی از آثار ملی ایران به ثبت رسیده است.